# محمد عبد العزيز الوزان
محمد عبد العزيز الوزان ، مواليد الكويت 1931 نائب سابق في مجلس الأمة الكويتي ، شارك في انتخابات مجلس 1963 التكميلية وفاز بها.
 جد فهد الروضان !!!